# Ursela Monn
Ursela Monn (Berlino, 2 dicembre 1950) è un'attrice svizzera.

## Biografia
La madre era irlandese, il padre svizzero, e per questo motivo - pur essendo nata in Germania, ed avendo trascorso pressoché tutta la carriera tra Germania ed Austria - è cittadina della confederazione.
È nota per aver partecipato a diversi film e serie per la televisione, tra gli altri: Buongiorno professore!, Il commissario Kress, Il medico di campagna e Der Hausgeist.
In patria si è aggiudicata la Goldene Kamera come migliore attrice per Ein Mann will nach oben (1978) e il Deutscher Filmpreis, sempre come migliore attrice, per Einmal Ku'damm und zurück (1985).